# Soyuz TMA-3
Soyuz TMA-3 foi uma missão espacial russa para a Estação Espacial Internacional, o terceiro voo da versão TMA da Soyuz e a sétima Soyuz a voar até à ISS, realizada entre outubro de 2003 e abril de 2004.

## Tripulação
Tripulação lançada na Soyuz TMA-3: (18 de outubro de 2003)
| Posição             | Tripulante       | Duração          | Pousou na   |
| ------------------- | ---------------- | ---------------- | ----------- |
| Comandante          | Alexander Kaleri | 194d 18h 33m 12s | Soyuz TMA-3 |
| Engenheiro de voo 1 | Pedro Duque      | 9d 21h 02m 17s   | Soyuz TMA-2 |
| Engenheiro de voo 2 | / Michael Foale  | 194d 18h 33m 12s | Soyuz TMA-3 |

Tripulação retornada na Soyuz TMA-3: (30 de abril de 2004)
| Posição             | Tripulante       | Duração          | Lançou na   |
| ------------------- | ---------------- | ---------------- | ----------- |
| Comandante          | Alexander Kaleri | 194d 18h 33m 12s | Soyuz TMA-3 |
| Engenheiro de voo 1 | Andre Kuipers    | 10d 20h 52m 15s  | Soyuz TMA-4 |
| Engenheiro de voo 2 | / Michael Foale  | 194d 18h 33m 12s | Soyuz TMA-3 |

## Parâmetros da Missão
- Massa: ?
- Perigeu: 193 km
- Apogeu: 227 km
- Inclinação: 51.7°
- Período: 88.6 m

## Missão
O comandante da missão foi o cosmonauta Alexander Kaleri, que foi lançado junto com o engenheiro de voo anglo-americano Michael Foale - os dois integrantes da Expedição 8 à ISS - e o astronauta Pedro Duque, da Espanha, em seu segundo voo espacial.  Após acoplar-se à ISS, eles substituíram o grupo residente, a Expedição 7, e se tornaram a Expedição 8 para um período de seis meses de experiências e trabalhos em órbita terrestre.
Durante a estadia na estação, Michael Foale foi o comandante da ISS e Alexander Kaleri o engenheiro de voo. Foale foi o primeiro americano a ter servido na Mir e na ISS. Pedro Duque realizou algumas experiências científicas patrocinadas peça Agência Espacial Europeia (ESA), a chamada 'Missão Cervantes', e retornou dias depois junto com a dupla que constituiu a Expedição 7 - o astronauta Edward Lu e o cosmonauta Yuri Malenchenko.
Foale e Kaleri, junto com o holandês André Kuipers, o terceiro ocupante da Soyuz TMA-4, a missão russa seguinte, aterrissaram em 29 de abril de 2004, perto de Arkalyk, no Casaquistão. Apesar de um pequena perda de gás hélio nos sistemas da nave durante a viagem, a missão não foi afetada.